# ヨックモック空軍基地
ヨックモック空軍基地（スウェーデン語：Jokkmokks flygbas）は、スウェーデン王国ノールボッテン県ヨックモックに所在するスウェーデン空軍の飛行場。
1970年代から始まった基地90計画（en:Bas 90）で整備された飛行場の一つで、平時は戦闘機や輸送機およびヘリコプターの訓練のために使用されるが、緊急事態の際には一時的拠点として利用される。